# جرارد کورفیلد باکنال
جرارد کورفیلد باکنال (انگلیسی: Gerard Bucknall; ۱۴ سپتامبر ۱۸۹۴ – ۷ دسامبر ۱۹۸۰) فرد نظامی اهل بریتانیا بود. وی همچنین برندهٔ جوایزی همچون صلیب نظامی شده‌است.